# Ian De Haes
 (octobre 2022).
 (octobre 2022).
La mise en forme du texte ne suit pas les recommandations de Wikipédia : il faut le « wikifier ».
Les points d'amélioration suivants sont les cas les plus fréquents. Le détail des points à revoir est peut-être précisé sur la page de discussion.
- Les titres sont pré-formatés par le logiciel. Ils ne sont ni en capitales, ni en gras.
- Le texte ne doit pas être écrit en capitales (les noms de famille non plus), ni en gras, ni en italique, ni en « petit »…
- Le gras n'est utilisé que pour surligner le titre de l'article dans l'introduction, une seule fois.
- L'italique est rarement utilisé : mots en langue étrangère, titres d'œuvres, noms de bateaux, etc.
- Les citations ne sont pas en italique mais en corps de texte normal. Elles sont entourées par des guillemets français : « et ».
- Les listes à puces sont à éviter, des paragraphes rédigés étant largement préférés. Les tableaux sont à réserver à la présentation de données structurées (résultats, etc.).
- Les appels de note de bas de page (petits chiffres en exposant, introduits par l'outil «  Source ») sont à placer entre la fin de phrase et le point final[comme ça].
- Les liens internes (vers d'autres articles de Wikipédia) sont à choisir avec parcimonie. Créez des liens vers des articles approfondissant le sujet. Les termes génériques sans rapport avec le sujet sont à éviter, ainsi que les répétitions de liens vers un même terme.
- Les liens externes sont à placer uniquement dans une section « Liens externes », à la fin de l'article. Ces liens sont à choisir avec parcimonie suivant les règles définies. Si un lien sert de source à l'article, son insertion dans le texte est à faire par les notes de bas de page.
- La présentation des références doit suivre les conventions bibliographiques. Il est recommandé d'utiliser les modèles {{Ouvrage}}, {{Chapitre}}, {{Article}}, {{Lien web}} et/ou {{Bibliographie}}. Le mode d'édition visuel peut mettre en forme automatiquement les références.
- Insérer une infobox (cadre d'informations à droite) n'est pas obligatoire pour parachever la mise en page.

Pour une aide détaillée, merci de consulter Aide:Wikification.
Si vous pensez que ces points ont été résolus, vous pouvez retirer ce bandeau et améliorer la mise en forme d'un autre article.
Ian De Haes est un illustrateur et auteur belge né à Leuven en 1983. Il illustre et écrit essentiellement des albums jeunesse.

## Biographie
Né à Leuven en 1983, il a grandi dans les Ardennes Belges. En 2004, Ian de Haes est diplômé en infographie et techniques d’animations à La Haute École Albert Jacquard de Namur. Il enchaîne avec des études en illustration à l’école supérieure des arts Saint Luc à Bruxelles.
Pendant 10 ans, il exerce le métier de libraire à mi-temps, spécialisé en littérature jeunesse.
En 2008, il rencontre sa compagne Charlotte Bellière. Ensemble, ils proposent un premier album, elle à l’écriture, lui aux dessins, publié aux éditions Alice jeunesse: J’ai perdu ma pantoufle.
Ils collaborent sur de nombreux albums, dont Le géant ou l’incroyable aventure des émotions, lauréat du Prix Scam. Ils créent également une trilogie basée sur les aventures de Saint Nicolas (Saint Nicolas, c’est qui celui-là?).
Ian de Haes illustre d’autres auteur.rices, tant en romans (La classe des Mammouths de Jérôme Poncin, ) qu’en albums (Fanny et la nuit de Maylis Daufresne).
Seul, Ian a écrit et illustré des albums comme Les colères de Simon ou Superlumineuse qui a reçu le prix des Libraires du Québec en 2020.
Édité essentiellement par Alice éditions, ses albums sont traduits dans de nombreuses langues,,.

## Œuvres

### Auteur et illustrateur
- Les colères de Simon, Alice jeunesse, 2016  (ISBN 978-2-87426-294-4)
- Superlumineuse, Alice jeunesse, 2018  (ISBN 9782874263675)
- Chance ou malchance? , Alice jeunesse, 2023  (ISBN 9782874265310)
- On va où? Alice jeunesse, 2024  (ISBN 978-2-87426-575-4)

### Illustrateur
- J'ai perdu ma pantoufle, texte de Charlotte Bellière, Alice Jeunesse, 2011  (ISBN 978-2-87426-146-6)

- La petite vieille du rez-de-chaussée, texte de Charlotte Bellière, Alice Jeunesse, 2012  (ISBN 9782874261749)
- Les tracaneux, texte de Charlotte Bellière et Julie Baivier, édité par le service SAIE Tremplin (non commercialisé), 2013[9]
- Imagine, texte de Charlotte Bellière, Alice Jeunesse, 2014  (ISBN 9782874262210)
- Belle-Fleur – Une curieuse petite gueule noire, texte de Sandrine Place, La Renaissance du Livre, 2016  (ISBN 9782507053864)
- Saint-Nicolas, c’est qui celui-là?, texte de Charlotte Bellière, Alice Jeunesse, 2017  (ISBN 9782874263408)
- Papillon de jour (texte de Christian Merveille), Alice jeunesse, 2018  (ISBN 9782874263521)
- Being yourself is the best, Golden Apple (Taîwan), 2019  (ISBN 9789869529488)
- Le géant ou l’incroyable aventure des émotions[10], texte de Charlotte Bellière, Alice jeunesse, 2019  (ISBN 9782874263910)
- Père fouettard, c’est qui celui-là?, texte de Charlotte Bellière, Alice jeunesse, 2019  (ISBN 9782874264016)
- Fanny et la nuit, texte de Maylis Daufresne, Alice jeunesse, 2020  (ISBN 9782874264122)
- Cette nuit on part en vacances, texte de Charlotte Bellière, Alice jeunesse, 2020  (ISBN 9782874264221)
- La classe des mammouths, texte de Jérôme Poncin, Alice jeunesse, coll. Primo, 2020  (ISBN 9782874264351)
- Et toi, ta famille? Texte de Charlotte Bellière, Alice jeunesse, 2021  (ISBN 978-2-87426-453-5)
- L'âne de saint Nicolas, c'est qui celui-là?, texte de Charlotte Bellière, Alice jeunesse, 2021,  (ISBN 9782874264665)
- Et si ça existait? (texte de Marie Colot), Alice jeunesse, 2022  (ISBN 978-2-87426-486-3)
- J'ai enlevé mamie (texte de Jérôme Poncin), Alice jeunesse, 2022  (ISBN 9782874264351)
- Le guichet de la lune (texte de Charlotte Bellière), Alice jeunesse, 2022  (ISBN 9782874264979)
- Suzanne et la rivière (texte de Charlotte Bellière), Alice jeunesse, 2023  (ISBN 9782874265433)
- Kolos (texte de Bart Pincé), Clavis, 2025  (ISBN 978-9-04485-597-5)

## Prix et distinctions
- 2019: Prix Scam jeunesse pour Le géant ou l'incroyable aventure des émotions[2].
- 2020: Prix des libraires du Québec pour Superlumineuse[11].
- 2020: Finaliste du Golden Pinwheel Young illustrators Competition[12].
- 2021: Prix Tatoulu Rose pour Le géant ou l'incroyable aventure des émotions[13].
- 2021: Prix littéraire du Mois de la littérature pour la jeunesse 2021 de la ville de Rueil-Malmaison pour Cette nuit on part en vacances[14].
- 2022: Prix des incorruptibles CE2/CM1 pour La classe des mammouths[4].
- 2022: Prix Tatoulu Vert pour La classe des mammouths[15].